# Валері Махаффей
Валері Махаффей (англ. Valerie Mahaffey; нар. 16 червня 1953, Суматра, Індонезія — 30 травня 2025, Лос-Анджелес, Каліфорнія, США) — американська акторка та продюсерка. Вона розпочала кар'єру, зігравши головну роль у денній мильній опері NBC «Лікарі» (1979–81), за яку в 1980 році була номінована на денну премію «Еммі» за найкращу жіночу роль другого плану в драматичному серіалі.

## Біографія
Махаффей народилася на Суматрі в Індонезії, у канадської матері та батька з Техасу, які познайомилися в Нью-Брансвіку в Канаді. Коли Махаффей мала 16 років, родина переїхала до Остіна в Техас, де вона закінчила середню школу Остіна. Вона отримала ступінь бакалавра образотворчих мистецтв в Техаському університеті Остіні в 1975 році, а пізніше дебютувала на Бродвеї в мюзиклі «Rex».

## Кар'єра
Махаффей була постійною учасницею акторського складу мильної опери «Лікарі» з 1979 по 1981 рік, що принесло їй номінацію на премію Daytime Emmy за найкращу жіночу роль другого плану в драматичному серіалі в 1980 році. Вона знялася у фільмі «Доблесні жінки» в 1986 році, і хоча персонажі вигадані, він зображував ролі жінок на Філіппінах під час Другої світової війни. Також у 1986 році Махаффей знялася в культовому сатиричному телевізійному мінісеріалі «Фресно», який пародіював популярні телевізійні мильні опери того часу.

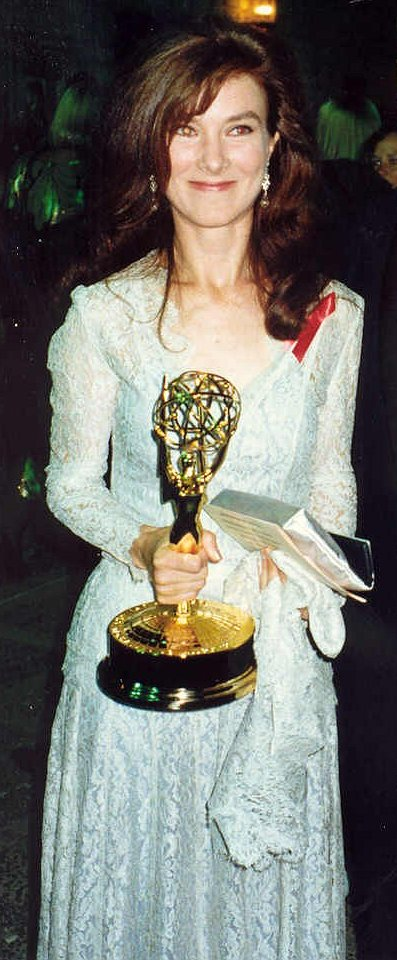
Премія Еммі, 1992

## Особисте життя
Махаффей була одружена з актором і режисером Джозефом Келлом, від якого у неї була дочка.
Махаффей померла від раку 30 травня 2025 року у віці 71 року.

## Фільмографія
| Рік       |    | Українська назва                          | Оригінальна назва                              | Роль                 |
| --------- | -- | ----------------------------------------- | ---------------------------------------------- | -------------------- |
| 1977      | тф | Скажи мені моє ім'я                       | Tell Me My Name                                | Сара                 |
| 1979—1981 | с  | Лікарі                                    | The Doctors                                    | Ешлі Беннет          |
| 1984      | с  | Невигадані історії                        | Tales of the Unexpected                        | Джейн                |
| 1986      | кф | Пригоди містера Білла в реальному житті   | Mr. Bill's Real Life Adventures                | Місс Білл            |
| 1986      | с  | Американський театр                       | American Playhouse                             | Еліс                 |
| 1986      | с  | Фресно                                    | Fresno                                         | Тіффані Кенгсігтон   |
| 1986      | тф | Жіноча доблесть                           | Women of Valor                                 | Кетрін Грейс         |
| 1987      | с  | Ньюхарт                                   | Newhart                                        | Джолін               |
| 1987      | с  | Джек і Майк                               | Jack and Mike                                  | Колін                |
| 1989      | тф | Перрі Мейсон: Справа про музичне вбивство | Perry Mason: The Case of the Musical Murder    | Барбара Август       |
| 1989      | тф | Перрі Мейсон: Справа вбивці всіх зірок    | Perry Mason: The Case of the All-Star Assassin | Барбара Август       |
| 1990      | тф | Ворог народу                              | An Enemy of the People                         | Місс Стокмен         |
| 1990      | с  | Таємниці отця Даулінга                    | Father Dowling Mysteries                       | Жустін Геммінгс      |
| 1990      | с  | Квантовий стрибок                         | Quantum Leap                                   | Марі Гілі            |
| 1991      | с  | Будьмо                                    | Cheers                                         | Валері Гілл          |
| 1991      | с  | Молоді вершники                           | The Young Riders                               | Лотті                |
| 1991      | с  | Дитячі розмови                            | Baby Talk                                      | Теммі Моррісон       |
| 1991      | с  | Сайнфелд                                  | Seinfeld                                       | Патріс               |
| 1991—1994 | с  | Північна сторона                          | Northern Exposure                              | Ів                   |
| 1992      | тф | Поки смерть нас не розлучить              | Till Death Us Do Part                          | Гейл                 |
| 1992      | с  | Мрій далі                                 | Dream On                                       | Гелен Гарлі          |
| 1992—1993 | с  | Сила влади                                | The Powers That Be                             | Кейтлін Ван Горн     |
| 1993      | тф | Вони                                      | They                                           | Кріс Самуелс         |
| 1993—1996 | с  | Крила                                     | Wings                                          | Сенді Купер          |
| 1994      | с  | Закон Лос-Анджелеса                       | L.A. Law                                       | Андреа Россоф        |
| 1994      | тф | Полювання на відьом                       | Witch Hunt                                     | Труді                |
| 1995      | с  | Жінки в домі                              | Women of the House                             | Дженніфер Мелоун     |
| 1995—1996 | с  | Клієнт                                    | The Client                                     | Еллі Фолтрігг        |
| 1996      | ф  | Велика подорож                            | Senior Trip                                    | Трейсі Мілфорд       |
| 1996      | с  | Керолайн у великому місті                 | Caroline in the City                           | Алісія Кроуфорд-Лейн |
| 1997      | с  | Джордж і Лео                              | George & Leo                                   | Марта                |
| 1997      | ф  | Із джунглів у джунглі                     | Jungle 2 Jungle                                | Джен Кемпстер        |
| 1999      | с  | Швидка допомога                           | ER                                             | Джой Ебботт          |
| 1999      | ф  | Вечеря у Фреда                            | Dinner at Fred's                               | Сьюзен               |
| 2000      | с  | Кохання та гроші                          | Love & Money                                   | Глорія Баррел        |
| 2000      | с  | Еллі Мак-Біл                              | Ally McBeal                                    | Саллі Муггінс        |
| 2001      | с  | Це мій Буш!                               | That's My Bush!                                | Джанет Роу           |
| 2001      | с  | Нічні видіння                             | Night Visions                                  | Саллі Осгуд          |
| 2001      | тф | Незвичайна дитина                         | After Amy                                      | Вірджинія Гатнер     |
| 2001      | с  | Справедлива Емі                           | Judging Amy                                    | Місс Морлок          |
| 2001      | с  | Західне крило                             | The West Wing                                  | Тоні Крайер          |
| 2002      | ф  | Пар 6                                     | Par 6                                          | Пекан Гегелмен       |
| 2002      | с  | Закон і порядок: Спеціальний корпус       | Law & Order: Special Victims Unit              | Брук Торнбург        |
| 2003      | ф  | Фаворит                                   | Seabiscuit                                     | Енні Говард          |
| 2003      | с  | Фрейзер                                   | Frasier                                        | Пеггі                |
| 2005      | с  | Поза практикою                            | Out of Practice                                | Барб                 |
| 2006      | ф  | Моє перше весілля                         | My First Wedding                               | Грейс                |
| 2006      | с  | Крамбси                                   | Crumbs                                         | Каролін Пірс         |
| 2006      | с  | CSI: Місце злочину                        | CSI: Crime Scene Investigation                 | Дора Померантц       |
| 2006—2012 | с  | Відчайдушні домогосподарки                | Desperate Housewives                           | Альма Годж           |
| 2007      | с  | Детектив Рейнс                            | Raines                                         | Арлін                |
| 2007      | с  | Приватна практика                         | Private Practice                               | Мерилін Салліван     |
| 2008      | ф  | Давнє побачення                           | A Previous Engagement                          | Грейс                |
| 2008      | с  | Юристи Бостона                            | Boston Legal                                   | Марі Вінстон         |
| 2009      | с  | Така різна Тара                           | Boston Legal                                   | Океан                |
| 2010      | ф  | Одинадцяте літо                           | Summer Eleven                                  | Лінда                |
| 2010      | с  | Краще з тобою                             | Better with You                                | Арієль               |
| 2010      | с  | Ханна Монтана                             | Hannah Montana                                 | Місс Джеймсон        |
| 2010      | с  | Виховуючи Хоуп                            | Raising Hope                                   | Меггі                |
| 2011      | ф  | Джек і Джилл                              | Jack and Jill                                  | Бітсі Сіммонс        |
| 2011—2013 | с  | Хор                                       | Glee                                           | Роуз Піллсбур        |
| 2012      | ф  | Якби я був тобою                          | If I Were You                                  | Лідія                |
| 2012      | ф  | Шалені очі                                | Crazy Eyes                                     | Мо                   |
| 2012      | с  | Колишні                                   | The Exes                                       | Енн                  |
| 2013      | с  | Понеділок вранці                          | Monday Mornings                                | Френ Гоповіц         |
| 2013—2015 | с  | Підступні покоївки                        | Devious Maids                                  | Олівія Райз          |
| 2013      | с  | Анатомія Грей                             | Grey's Anatomy                                 | Донна Кауфман        |
| 2014      | с  | Кірсті                                    | Kirstie                                        | Вікторія             |
| 2014      | с  | Зої Гарт із південного штату              | Hart of Dixie                                  | Мей                  |
| 2015      | ф  | Без оплати                                | No Pay, Nudity                                 | Ліза                 |
| 2015      | с  | Трудоголіки                               | Workaholics                                    | Селест               |
| 2015      | с  | Самозванець                               | Impastor                                       | Сьюзі Керрі          |
| 2016      | ф  | Саллі                                     | Sully                                          | Діана Гіггінс        |
| 2016      | с  | Проєкт «Мінді»                            | The Mindy Project                              | Джулієт              |
| 2017      | с  | Людина у високому замку                   | The Man in the High Castle                     | Сьюзен               |
| 2017—2020 | с  | Юний Шелдон                               | Young Sheldon                                  | Місс Макелрой        |
| 2018      | ф  | Файли відьом                              | The Witch Files                                | Мама Клер            |
| 2019—2022 | с  | Мертвий для мене                          | Dead to Me                                     | Лорна Гардінг        |
| 2020      | ф  | Французький вихід                         | French Exit                                    | Мадам Рейнад         |
| 2020—2021 | с  | Безмежне небо                             | Big Sky                                        | Гелен Пергман        |
| 2022      | с  | Ехо3                                      | Echo 3                                         | Меггі                |
| 2025      | ф  | 8-й день                                  | The 8th Day                                    | Лендон Мані          |
|           | ф  | GRQ the Movie                             | GRQ the Movie                                  | Тітка Емілі          |